# Глушиця
Глуши́ця — село у Сарненській міській громаді Сарненського району Рівненської області. Населення становить 2709 осіб. 7 км від Сарн, 107 км від Рівного.
Назва села походить від того, що на цьому місці була непрохідна глуш.
Село належить до 3 зони радіоактивного забруднення.

## Географія
Село розташоване на лівому березі Случі.

## Історія
Станом на 1859 рік, у власницькому селі Глушиця налічувалося 85 дворів та 686 жителів (353 чоловіків і 333 жінок), з них 677 православних, 5 євреїв і 4 римо-католиків.
У 1906 році село Немовицької волості Рівненського повіту Волинської губернії. Відстань від повітового міста 126 верст, від волості 19. Дворів 207, мешканців 1393.
Відповідно до Розпорядження Кабінету Міністрів України від 12 червня 2020 року № 722-р «Про визначення адміністративних центрів та затвердження територій територіальних громад Рівненської області» увійшло до складу Сарненської міської громади.

## Населення
За переписом населення 2001 року в селі мешкало 1 206 осіб.

### Мова
Розподіл населення за рідною мовою за даними перепису 2001 року:
| Мова       | Відсоток |
| ---------- | -------- |
| українська | 99,59 %  |
| російська  | 0,33 %   |